# Embalse de Brokopondo
El embalse Brokopondo, llamado anteriormente Profesor WJ van Blommestein es un embalse en Surinam situado en el distrito de Brokopondo, con una superficie de 1350 km²; fue creado a partir de la construcción de una represa en el río Surinam. Para ahorrar dinero, antes de la construcción no se taló completamente el área que se inundó, por lo cual todavía sobresalen algunas copas de árbol sobre la superficie.

## Historia
En 1915 fueron descubiertos varios yacimientos de bauxita, en todo el territorio de Surinam, en particular en el distrito de Marowijne en la localidad de Moengo además de otros lugares; ello desempeñó un papel importante en la industrialización de la Segunda Guerra Mundial. La extracción y el refinamiento de la bauxita para convertirla en aluminio requiere de bastante energía eléctrica que podía ser generada con una central hidroeléctrica; el proyecto se inició con el diseño de un dique de 54 metros de alto en el río Surinam, por el profesor Blommestein. El lugar elegido sería a unos pocos kilómetros al norte de Afobaka, en las coordenadas 4°48′48″N 55°4′19″O / 4.81333, -55.07194.

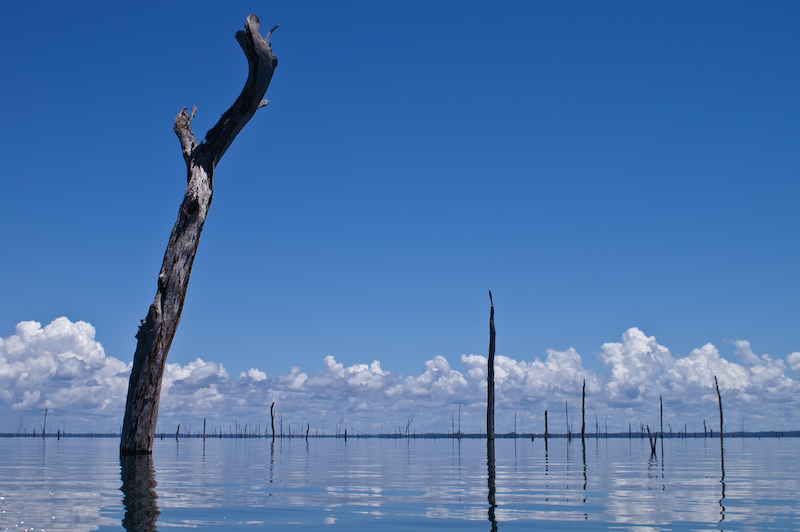
Copas de algunos árboles sobresaliendo en la superficie.

El embalse entró en operación en 1965, pero el nivel óptimo del agua no se alcanzó hasta 1971. Debido a la gran extensión que abarca el embalse unas 5000 personas debieron ser reubicadas abandonando sus villas. La mayor de las villas fue Ganzee, la cual tenía unos 2000 habitantes. La mayoría de los habitantes desplazados fundaron nuevas villas aguas abajo del embalse, en muchos casos con los mismos nombres de las villas que debieron abandonar. El gobierno realizó una operación especial denominada, "Operación Gwamba," para salvar a los animales que habitaban en la zona a ser inundada por las aguas.
La represa fue construida para proveer energía eléctrica a las plantas de procesamiento de bauxita y su conversión en alúmina, y posteriormente en metal de aluminio. Estas plantas eran operadas por la empresa Suralco, la Suriname Aluminum Company, que era una subsidiaria de la compañía Alcoa. Un 75 % de la producción eléctrica de la represa era utilizada por las plantas industriales, el resto de la electricidad era utilizada para alimentar Paramaribo la capital de Surinam.
- Datos: Q926100
- Multimedia: Brokopondo Reservoir / Q926100